# Monte Auseva

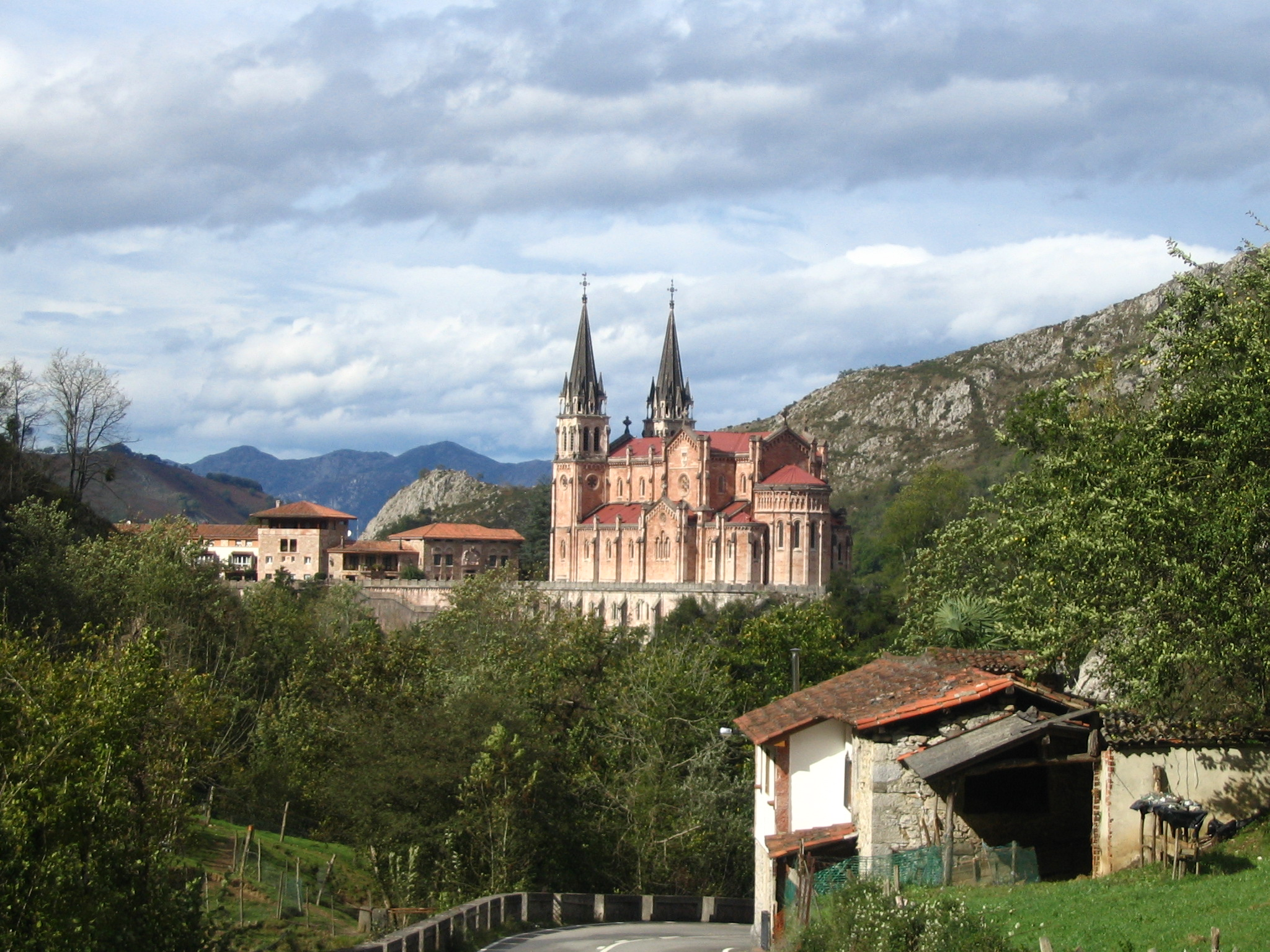
Monte Auseva.

O monte Auseva é um acidente geográfico localizado nos Picos de Europa, no leste do Principado de Astúria na Espanha. Está situada dentro do Parque Nacional dos Picos de Europa. Na parte inferior de Covadonga está escrita sobre os blocos de pedra a inscrição seguinte:
| “ | Aquí en el Monte Auseva, morada inmemorial de la Virgen renació la España de Cristo con la gran victoria de Pelayo y de sus fieles sobre los enemigos de la Cruz Años 718-722 | ” |